# Bartheletia
Bartheletia är ett släkte av svampar. Bartheletia ingår i familjen Bartheletiaceae, divisionen basidiesvampar och riket svampar.
| Bartheletia | \| \| Bartheletia paradoxa \| \| \| \| |
|             | \| \| Bartheletia paradoxa \| \| \| \| |
|             | Bartheletia paradoxa                   |
|             |                                        |

|  | Bartheletia paradoxa |
|  |                      |